# Базак Марта Іванівна
Ма́рта Іва́нівна База́к (24 січня 1953, Коломия Івано-Франківської (до 1961 р. — Станіславської) області.)
 — науковиця, художниця декоративно-прикладного мистецтва (гобелен), працює у живопису та графіці.
Навчалася у коломийських школах № 4 і № 1. Закінчила Львівське державне училище прикладного мистецтва ім. І.Труша 1972) та Львівський державний інститут прикладного та декоративного мистецтва (1978, відділ художнього текстилю, викладачі Токар М. В. , Боднар І. І., Скандаков Ю. В., Овсійчук В. А., Довбушинський Д. Д.
Працювала завідувачем відділу Коломийського музею народного мистецтва Гуцульщини і Покуття (Івано-Франківська область), в Івано-Франківському художньо-виробничому комбінаті Художнього фонду України, в Дирекції художніх виставок Міністерства культури України в м. Києві.
Старший викладач кафедри художнього текстилю Київського інституту декоративно-прикладного мистецтва та дизайну імені Михайла Бойчука (з 2002 р.).
Член Спілки художників України (з 1988).
Заслужений художник України (згідно з Указом Президента України від 18.08.2009 № 619/2009).
Починаючи з 1976 року учасниця понад 70 художніх виставок, в тому числі 14 персональних, твори зберігаються в Національному музеї народного та декоративно-прикладного мистецтва у Києві, Національному музеї народного мистецтва Гуцульщини і Покуття імені Йосафата Кобринського у Коломиї, Івано-Франківському краєзнавчому музеї, Дирекції художніх виставок Міністерства культури України, Всеросійському музеї декоративно-прикладного мистецтва у Москві та приватних колекціях в Україні, Канаді, Німеччині, Польщі, Росії, США, Франції.

## Основні твори
Гобелени:
- Метелик, 1985, вовна, ручне ткацтво, 170 х 300
- Фрагмент старого гобелену, 1985, вовна, ручне ткацтво, 60 х 220 (2 частини)
- Літні дощі , 1986, вовна, ручне ткацтво, 100 х 100, приватна колекція, Москва
- Хатинка, 1986, вовна, ручне ткацтво, 30 х 60, приватна колекція, Івано-Франківськ
- Тиша. Спокій. Рівновага, 1986, вовна, ручне ткацтво, 90 х 140, Всеросійський музей декоративно-прикладного мистецтва, Москва
- Зелений пейзаж, 1988, вовна, ручне ткацтво, 100 х 100, приватна колекція, Канада
- Седнівський портрет, 1988, вовна, ручне ткацтво, 60х40, приватна колекція, США
- Танок, 1988, вовна, ручне ткацтво, 200 х 200 (3 частини), Дитячий садок, м. Бучач Тернопільської області
- Зелені гори, 1988, вовна, ручне ткацтво, 100 х 100, Всеросійський музей декоративно-прикладного мистецтва, Москва
- Ангел з білим і чорним крилом, 1989, вовна, ручне ткацтво, 50 х 70, Державний музей народного декоративного мистецтва України, Київ
- Осінні Карпати, 1989, вовна, ручне ткацтво, 100 х 100, Всеросійський музей декоративно-прикладного мистецтва, Москва
- Гори, 1989, вовна, ручне ткацтво, 100 х 100, приватна колекція
- Гори, 1989, вовна, ручне ткацтво, 160 х 300, Дирекція виставок Міністерства культури України
- Дерево, 1989—1990, вовна, ручне ткацтво, 210 х 320
- Русалка, 1990, вовна, ручне ткацтво, 100 х 100, приватна колекція, США
- Він, 1990, вовна, ручне ткацтво, 120 х 60, Державний музей народного декоративного мистецтва України, Київ
- Вона, 1990, вовна, ручне ткацтво, 120 х 60, Державний музей народного декоративного мистецтва України, Київ
- Крокуси, 1990, вовна, ручне ткацтво, 30 х 60, приватна колекція, Польща
- Графіка, 1990, вовна, ручне ткацтво, 30 х 60, приватна колекція, Франція
- Стара гравюра, 1990, вовна, ручне ткацтво, 300 х 200, Готель у Слов'яногірську Донецької області
- Церква на горі, 1990, вовна, ручне ткацтво, 100 х 150, Готель у Слов'яногірську Донецької області
- Риби, 1991, вовна, ручне ткацтво, 100х100, приватна колекція, Київ
- Хмари [Архівовано 14 березня 2018 у Wayback Machine.], 1992
- Гея [Архівовано 14 березня 2018 у Wayback Machine.], 1992, вовна, ручне ткацтво, 189х160, Дирекція виставок Міністерства культури України
- Параван (два фрагменти), 1996, вовна, ручне ткацтво, 158 х 69, приватна колекція, Москва
- Параван, 1996—2004, вовна, ручне ткацтво, 4 частини по 170х68
- Чорний квадрат, 1997, вовна, ручне ткацтво, 156 х 159
- Ми бойчуковці [Архівовано 14 березня 2018 у Wayback Machine.]
- Осінній лист, 1998, вовна, ручне ткацтво, 30 х 30
- Композиція, 1999, вовна, ручне ткацтво, 90 х 70
- Сірий спокій, 1999, вовна, ручне ткацтво, 150 х 300
- Чорний, 1999, вовна, ручне ткацтво, 100 х 80
- Ангел з крилами, 2000, вовна, ручне ткацтво, 30 х 62
- Композиція, 2000, вовна, ручне ткацтво, 80 х 90
- Ковчег, 2002, вовна, ручне ткацтво, 80 х 90
- Композиція, 2002, вовна, ручне ткацтво, 81 х 110
- Дерево, 2002, вовна, ручне ткацтво, 30 х 30
- Осінні дерева, 2003, вовна, ручне ткацтво, 54 х 154, приватна колекція, Москва
- Три білі квітки, 2003, вовна, ручне ткацтво, 54 х 154
- Квіти, 2003, вовна, ручне ткацтво, 52 х 153, приватна колекція
- Самотність, 2003, вовна, ручне ткацтво, 40 х 40
- Самотність-2, 2004, вовна, ручне ткацтво, 40 х 40
- Східний вітер, 2004, вовна, ручне ткацтво, 240 х 80
- Осінь-2004, 2004, вовна, ручне ткацтво, 80 х 220
- Дві паралельні лінії, 2008, вовна, ручне ткацтво, 200 х 200
- Ширма «З життя листків», 2010, вовна, ручне ткацтво, 4 частини по 170х68

## Публікації
Марта Базак — автор ряду публікацій, зокрема таких:
- Аналітичний опис колекцій нововиявлених експонатів з Чорнобильської зони (відділ тканин та вишивки, експедиції 2001 та 2002 рр.). Київ. Звіт МНС. 2002—2003 р.
- Вироби з рогу та сиру. — Гуцульщина. Історико-етнографічне дослідження. Київ. Наукова думка. 1987. — Стор. 437—440.
- Вітраж. Енциклопедія Сучасної України. — Київ. — НАН України. — том 4. — 2005. — стор. 637—638.
- Творчість С. Т. Нечипоренка // Наука та культура. Україна. — Київ. — 2004.
- «Текстильний шал — 2004». Студії мистецтвознавчі.- Видавництво ІМФЕ НАН України, Київ. — 2004. — № 1(5).
- Храм Вознесіння Господнього // Українське мистецтво. — Київ — 2003. № 2. — стор. 100.

## Біобібліографія
- Арсенич П., Пелипейко І. Дослідники та краєзнавці Гуцульщини. Довідник. — Косів: «Писаний камінь», 2002. — 280 с. — стор. 19.
- Базак Марта Іванівна. Енциклопедія Сучасної України. — Київ. — НАН України. — том 2. — 2003. — стор. 79.
- Виставка 2+3. М.Базак, Н.Лапчик, О.Парута-Вітрук, О.Риботицька, Н.Шимін. Гобелен та розпис на тканині. — Київ.- 1995.
- Виставка народного декоративно-ужиткового мистецтва України. Каталог виставки (українською, англійською та китайською мовами). — Київ. — 1996.
- Ганущак В. За периметром шестигранника // Газ. «Комсомольський прапор», 9 липня 1988 р.
- Говзман Л. Відвідувачі написали «Браво, Марто» // Газ. «Молодь України», 23 січня 1988 р.
- Говзман Л. Світ очима Марти // Газ. «Комсомольський прапор», 12 грудня 1987 р.
- Голубець О. Міні-гобелени львівських художників. Каталог виставки. Львів. — 1986.
- Зональна виставка творів молодих художників Львівської та Івано-Франківської областей. Каталог. — м. Івано-Франківськ. — 1982. — стор. 29.
- Зональная выставка молодых художников Тернопольской, Ровенской, Львовской, Ивано-Франковской и Закарпатской областей. Каталог. — Тернополь. — 1985. — стор. 44.
- Дніпро… Мить і вічність. Каталог виставки творів художників України, Росії та Білорусі — учасників міжнародного пленеру, присвяченого відзначенню Міжнародного дня Дніпра. — «Брама-Україна», 2011. — стор. 18-20.
- Енциклопедія Коломийщини. Зшиток 2, літера Б. — Коломия. — «Вік»,1998. — стор.15-16.
- Єдність. 100 українських митців світу — 100-річчю українських поселень в Канаді. каталог виставки (українською та англійською мовами). Київ. −1992. — репродукція «Без назви» (1991).
- Каркадим Е. Марта Базак. Декоративное искусство СССР. — Москва. — 1988. — N 11 (372). — стр. 9.
- Кусько Г. Гобелен на білій стіні // Жовтень. — 1986. — № 10.- с. 83.
- Львівська школа. Художній текстиль. — Львів. — «Поллі». — 1998. — стор. 109.
- Марта Базак. Каталог виставки. Гобелени, живопис, графіка. — Івано-Франківськ. — Облполіграфвидав. — 1988.
- Марта Базак. Українське мистецтво. — Київ — 2003. № 2. — стор. 77.
- Мистецтво України XX століття. Альбом. К.: 1998. — 352 с. — Стор.310, репродукція «Чорний квадрат» (1997) — стор.320.
- На Андріївському узвозі. Виставки // Газ. «Культура і життя», 19 липня 1995 р.
- Потятинник Б. На обговоренні мовчали // Газ. «Комсомольський прапор», 1988 р.
- Сучасне декоративне мистецтво України у штаб-квартирі ЮНЕСКО, Париж, травень 2004 р. Каталог виставки. — К.: ТОВ «Атлант ЮЕмСі», 2004. — 95с.: іл. — укр., франц. — стор. 26.
- Сучасне українське мистецтво. Нові імена. Каталог виставки (українською, німецькою, англійською та французькою мовами). — Київ. — 1991. — стор. 22-23.
- Текстильний шал ІІІ. Всеукраїнська виставка-конкурс «Лялька». — Львів. — 2001.
- Тимінський Б. Пейзаж з вікна // Газ. «Червоний прапор», 19 березня 1988 р.
- Чегусова З. А. Декоративне мистецтво України кінця XX століття. 200 імен: Альбом-каталог. — К.: ЗАТ «Атлант ЮЕмСі», 2002. — 511с.: іл. — Укр., англ. — стор. 28-29, 222—223, 413—414.
- Шовкова косиця. Каталог виставки. Упорядник Зеновія Шульга. — Львів. — Львівська академія мистецтв. — 1999.
- Яковина М. Дорога до себе // Газ. «Прикарпатська правда», 8 січня 1988 р.
- Deuxime triennale internationale de Tournai. Tapisseries et arts du tissu de l'autre Europe. — Foundation de la Tapisserie, des Arts du Tissu et des Arts muraux de la Communauté française de Belgique. Tournai, juin 1993. — pp. 204—205.